# Festes del Grau de Castelló
El barri del Grau de Castelló, a Castelló de la Plana (País Valencià) compta amb diverses festes que se celebren al llarg de l'any. Entre d'altres, hi trobem les de Sant Pere, els Carnestoltes, la Concentració de Harley-Davidson i la Trobada de Bèsties de Foc.

## Sant Pere
El patró de la ciutat és Sant Pere, i és per això que les seues festes són la setmana del 29 de juny. Fundades al café del Tio Nasi, actualment restaurant Brisamar, per un grup de grauers, com el metge José de la Lahuerta, Joaquín Soler, Paco El Xamat, Sentet el Cacauero el 1956, amb reina de les festes i cort d'honor. Els principals actes són:

- La Cavalcada del Mar, responsabilitat durant els primers anys de Vicente Cumba Pérez, de malnom Sorellets.
- Ofrena de flors a Sant Pere.
- La processó marítima.
- El racó del mariner.
- Mostra de focs artificials al carrer.
- Actes taurins.
- Mostra de música de festa amb la tradicional dolçaina i tabal.
- Torrà de la sardina, menjar popular a base de sardines a la planxa, pa i vi. Impulsada per Batiste Gallén El Muchacho.

### Pregó
El Pregó és el text escrit per F. Alloza i que dona entrada tradicionalment a la setmana festera, el qual és proclamat a tot el poble el primer dia de les mateixes. Ve acompanyat l'anomenada "Cavalcada del Mar", on pobles dels voltants baixen al Grau a participar de les seues festes en un acte amb desfilades de moros i cristians, balls tradicionals i músiques típiques de les festes de Castelló. És un acte de germanor que es ve donant des dels principis de les Festes de Sant Pere.
| PREGÓ |
| --- |
| Als graueros faig saber la molt grata novetat per la que m’han embargat nomenant-me pregoner. Que en este pregó sincer la Comissió te l'honor d'invitar-vos de tot cor a les Festes de Sant Pere, el que tan gran peixca fere amb l'ajuda del Senyor… Perquè tinguen més sabor, han posat sal marinera a la setmana festera que és són condiment millor. L'arbolaura major amb sa airosa gallardía siga’l signe d'este dia de gojós adveniment. I unfle veles el bon vent per sa millor travessia… Pretén esta Comissió a este poblat mariner, compensant són dur querer, procurar-li diversió, posant a disposició un programa escollit. De Festes de les millors, i una torrà de sardina, per a xiquets i majors. Les Festes que són un fet, anuncia la caragola.. i xule la “Panderola” amb la gràcia del joguet. Estalle el primer coet fent d'oriflama i bandera, que a tots us crida i espera al rotgle d'este sarau. Que va a armar-se ací en el Grau alçant la gran polseguera…! I jo com a pregoner, d'este poble peixater, dic: Visca Sant Pere!! Nostre Patró Mariner…!! F. Alloza |

### Himne
L'himne de les Festes del Grau de Castelló és el Pasdoble titulat Festes al Grau, escrit pel poeta grauer Joan Baptista Campos Cruañes. Ha estat l'encarregat de posar música a aquestes lletres el director Josep Gargori Vicent.
| FESTES AL GRAU |
| --- |
| Amb les barques amarrades, al moll descansen les xàrcies. Tot el poble plega veles, ja repiquen les campanes. Tot el Grau ix al carrer a festejar la diada, perquè ja ha arribat Sant Pere, nostre patró mariner. Els grauers i les graueres obrin portes i finestres perquè s'airege la llar, les parets emblanquinades, els fanals de mil colors per rebre els visitants. I és que tots són benvinguts a les festes del Grau. Del Serrallo al Serradal, de la Donació al Pinar, les Penyes ja van cantant, grans i menuts tots fan clam: Visitant, visitant, si vols gaudir de la festa deixa't a casa les penes, arremangat un camal i... al Grau a xalar! La festa, com ja és costum, la farem tota a la fresca: Hi haurà Torrà de Sardina, suquet de peix, cafè i copa. De bous en tindrem la gana, no faltaran els coets, i en l'Ofrena i Processó plorarem amb emoció. L'aire fa olor a rialla, alegria i gatzara. Passa la bóta de vi d'un cadafal al veí. Per això diuen al Grau que les festes de Sant Pere faça sol, plogue o ventege, orgull són de Castelló. Del Serrallo al Serradal, de la Donació al Pinar, les Penyes ja van cantant, grans i menuts tots fan clam: Visitant, visitant, si vols gaudir de la festa deixa't a casa les penes, arremangat un camal i... al Grau a xalar! Visca... Visca... Visca el Grau! Lletra: Joan Baptista Campos Cruañes. Música: Josep Gargori Vicent. |

## Carnestoltes
Durant el mes de febrer se celebren els carnestoltes, molt populars a la zona i que atrauen gent de les poblacions properes.

## Concentració de Harley-Davidson
Durant el mes de setembre des de l'any 1988 es realitza a la Pineda la concentració de Harley-Davidson Big Twin Club.

## Trobada de Bèsties de Foc
Esdeveniment en què podrem trobar espectacles d'animació, correfocs, danses i balls amb figures alegòriques com a protagonistes.
Basada en les celebracions festives pròpies de la cultura mediterrània en les quals el foc té un paper destacat, se celebra aquesta trobada de bèsties de foc, que s'emmarca en els actes previstos amb motiu de la festivitat de Sant Joan. Ha estat organitzat per Botafocs, patrocinat per la fundació benèfica cultural Dávalos-Fletcher i l'Ajuntament de Castelló de la Plana, entre altres institucions públiques i privades.
Els correfocs mostren diferents estructures, rodes de foc, i elements que es combinen amb la música tradicional, balls i pirotècnia, representats per diferents personatges, com ara dimonis, que creen un ambient màgic a l'aire lliure.